# Cattedre ambulanti di agricoltura
Le cattedre ambulanti di agricoltura furono per quasi un secolo la più importante istituzione di istruzione agraria, rivolta in particolare ai piccoli agricoltori, con l'apporto delle istanze più avanzate degli ambienti intellettuali e dal mondo della docenza, prima libera, poi di ruolo, proveniente dalle scuole e dagli istituti tecnici.

## Storia
La necessità di diffondere e applicare le conoscenze agronomiche al mondo rurale fu avanzata per la prima volta durante un convegno tenutosi a Pisa nel 1839, in occasione della I Riunione degli scienziati italiani.
Le prime cattedre ambulanti furono istituite a:
- Ascoli Piceno nel 1863.
- Rovigo nel 1870
- Parma (1892),
- Bologna (1893),
- Mantova e Novara (1895),
- Cremona e Rimini (1896),
- L'Aquila, Cuneo, Macerata e Piacenza (1897)
- Pavia (1898),
- Perugia (1898)
- Campobasso (1899), diretta da Guglielmo Josa,
- Caserta, Piedimonte d'Alife e Gaeta (1901), su iniziativa di Vincenzo Mazzenga, e a Siracusa grazie a Clemente Grimaldi[1]
- Benevento (1904), su iniziativa del Senatore Nicola Polvere, con regolamento redatto da Angelo Ricci e diretta da Giovanni Hinek
- Rieti (1903) dove collaborò il genetista del grano Nazareno Strampelli.
- Roma (1905)

È stato osservato che, dopo i primi tentativi, dagli esiti non sempre felici (oltre a quello di Ascoli Piceno, si menzionano i casi di Noto e Grosseto), la prima cattedra ambulante con risultati positivi fu quella di Rovigo.
In genere a promuovere le cattedre ambulanti furono i comizi agrari, con l'aiuto delle amministrazioni locali, della prefettura, e delle locali società agrarie.
Con leggi nazionali le cattedre ambulanti in Basilicata, nel 1904, Calabria, nel 1906, e Sardegna nel 1907, furono istituite come cattedre promosse dallo Stato con la speranza che contribuissero al miglioramento dell'agricoltura delle province meridionali (la fondazione di queste cattedre ambulanti infatti si inseriva nel quadro dei primi interventi speciali per il Mezzogiorno promossi dal governo di Zanardelli e va legata alla cosiddetta inchiesta Faina sulle condizioni dei contadini nelle province meridionali del 1907-1911). Nei primi anni del Novecento, fra i promotori delle Cattedre si cita il prof. Viscardo Montanari.
In base a tali normative il compito delle cattedre ambulanti veniva indicato nel "diffondere l'istruzione tecnica fra gli agricoltori, di promuovere in ogni ramo il progresso in agricoltura e disimpegnare i servizi agrari loro attribuiti".
Si rivolgevano tanto ai proprietari terrieri, quanto alle masse dei contadini e costituivano in Italia il primo esempio in cui una organizzazione si impegnava direttamente ad insegnare le nuove tecniche agricole.
Inoltre, a partire dalla riorganizzazione del servizio di statistica agraria presso il Ministero dell'agricoltura, dell'industria e del commercio operata da Ghino Valenti negli anni fra il 1907 e il 1911, i direttori delle cattedre ambulanti avevano sovente la responsabilità di supervisionare la zona agraria (unità di base del catasto agrario) di loro competenza per la compilazione della annuali statistiche del prodotto.
A reggere le cattedre stava un direttore (col titolo di professore) e uno o due assistenti, tutti laureati in scienze agrarie. Ad essi si affiancavano aiutanti con varie qualifiche. Le attività di istruzione si svolgevano mediante conferenze tenute in luoghi pubblici, sopralluoghi presso aziende agricole, consulti dati soprattutto nei giorni di mercato a chi lo richiedesse. Inoltre molte delle cattedre pubblicavano opuscoli e giornali.
Altrettanto variabile il giudizio sulla qualità degli insegnamenti, che si presentava molto discontinua. Esiti migliori si ebbero con l'opera di alcune grandi personalità, quali Tito Poggi a Rovigo e poi a Milano, Vittorio Peglion a Ferrara, Antonio Bizzozero a Parma, Ferruccio Zago a Piacenza, Antonio Sansone a Cremona, Ottavio Munerati a Rovigo, Luigi Amilcare Fracchia a Pavia prima e a Roma poi e Nazareno Strampelli a Rieti.
Le cattedre ambulanti svolsero un ruolo fondamentale di propaganda delle tecniche e delle sementi nuove durante la Battaglia del grano.
Costante sin dagli anni dai primi anni del Ventesimo secolo, il crescente legame fra le cattedre e il Ministero dell'agricoltura, dell'industria e del commercio. Nel 1907, un primo provvedimento venne a disciplinare la vita delle cattedre e il reclutamento del personale. La materia fu regolamentata nuovamente nel 1928 con un decreto e nel 1935: le cattedre furono trasformate in ispettorati provinciali dell'agricoltura, cessando di essere emanazione delle iniziative locali e diventando uffici esecutivi del Ministero dell'agricoltura e delle foreste.
Alla novità data dall'istituzione delle cattedre ambulanti si affiancò, progressivamente, la sempre maggiore specializzazione dei docenti, che impartivano insegnamenti tecnico-pratici itineranti.